# Hedysarum minjanense
Hedysarum minjanense är en ärtväxtart som beskrevs av Karl Heinz Rechinger. Hedysarum minjanense ingår i släktet buskväpplingar, och familjen ärtväxter. Inga underarter finns listade i Catalogue of Life.